# 마포한강푸르지오
마포한강푸르지오(영어: Mapo Hangang Prugio)는 대한민국 서울특별시 마포구 합정동에 위치한 아파트 단지이다. 2011년에 설계되었고 2013년에 착공하여 2016년에 완공하였다. 합정역, 양화대교, 강변북로, 올림픽대교가 쉽게 접근 할 수 있는 서울의 노스 웨스트의 주요 교통 지점에 위치한다. 이 주거 시설은 합정역 갱신 추진 셋째 지구 사업, 개발 사업의 마포구의 핵심 영역으로 실시한다. 디자인의 기초는 건물이 주민들이 한강을 즐길 수 있는 지역에 위치한다는 것이다. 앵커와 한강의 수평 라인의 모양이 체화된 수직라인이 조화를 높은 층에 형성되고, 낮은 층은 배를 타고 한강을 여행 같은 느낌 있도록 파도를 표현하는 곡선으로 형성된다. 단조로운 고도를 사용하지 않도록 하기 위해서는 차별화 된 공간을 표시하는 건물의 모든 다른 층에 오픈 발코니 설계되었다.